# Ipolyfödémes
Ipolyfödémes (szlovákul Ipeľské Úľany, korábban Fedymeš) község Szlovákiában, a Nyitrai kerület Lévai járásában.

## Fekvése
Ipolyságtól 10 km-re északkeletre, Drégelypalánktól 8 km-re északra fekszik.

## Története
A település eredetileg nem a jelenlegi helyén, hanem a mai falu és Palást közötti Kotyinka-völgyben feküdt. 1259-ben említik "terra Fedemes" alakban először. Neve arra utal, hogy királyi méhészek lakóhelye volt. A Hont-Pázmány nemzetség birtoka, később az ipolysági kolostorhoz tartozott. 1260-ban "Fedemus", 1349-ben "Fydymes" néven említik. 1350-től már egyházas helyként szerepel. 1482-ben a Horváth család lett a birtokosa. A falu első temploma a középkori faluval együtt a 16. század közepén pusztult el az 1552. évi török hadjárat során. Falmaradványai ma is láthatók, a helyiek kis kápolnát építettek mellé. 1552 után a határ másik részén építették újjá a települést. Több nemesi család birtokolta. A 18. században a Szmrecsányi, a 19. században a Coburg, Tersztyánszky, Lipthay, Crony és más családok voltak a birtokosai. 1715-ben malommal és 15 háztartással rendelkezett. 1828-ban 77 házában 462 lakos élt, akik főként mezőgazdasággal, szőlőtermesztéssel, erdei munkákkal foglalkoztak.
Vályi András szerint "FÖDÉMES. vagy Födimes. Magyar falu Hont Vármegyében, földes Ura a’ Religyiói Kintstár, lakosai katolikusok, fekszik hegyek között a’ Bozóki járásban, legelője elég, és mind a’ kétféle fája, ’s ámbár szőlö hegye nem nevezetes, de réttye, legelője jó, második Osztálybéli."
Fényes Elek szerint "Födémes (Ipoly), magyar falu, Honth vmegyében,. Ipolysághtól északra 1 1/2 mfd. 50 kath. lak. Kath. paroch. templom. Hegyek közt fekszik, s azért földjei dombosok, de termékenyek. Bora, erdeje, vizimalma van. F. u. H. Coburg, Tersztyánszky, Liptay s töb."
A trianoni békeszerződésig Hont vármegye Ipolynyéki járásához tartozott, ezután az új csehszlovák állam része lett. 1938 és 1945 között ismét Magyarországhoz tartozott.
A 2006/2007-es tanévtől a kis gyerekszám miatt magyar alapiskolája megszűnt.[forrás?]

## Népessége
| Év:            | 1994. | 2004.    | 2014.    | 2024.   |
| -------------- | ----- | -------- | -------- | ------- |
| Emberek száma: | 415   | 342      | 290      | 262     |
| Eltérés:       |       | -17,59 % | -15,20 % | -9,65 % |

| Év:            | 2023. | 2024.   |
| -------------- | ----- | ------- |
| Emberek száma: | 263   | 262     |
| Eltérés:       |       | -0,38 % |

1880-ban 398 lakosából 388 magyar és 3 szlovák anyanyelvű volt.
1890-ben 443 lakosából 416 magyar és 18 szlovák anyanyelvű volt.
1900-ban 473 lakosából 467 magyar és 6 szlovák anyanyelvű volt.
1910-ben 562 lakosából 561 magyar és 1 szlovák anyanyelvű volt.
1921-ben 569 lakosából 535 magyar és 3 csehszlovák volt.
1930-ban 610 lakosából 603 magyar és 6 csehszlovák volt.
1941-ben 709 lakosa mind magyar volt.
1970-ben 670 lakosából 569 magyar és 101 szlovák volt.
1980-ban 526 lakosából 505 magyar és 16 szlovák volt.
1991-ben 426 lakosából 402 magyar és 23 szlovák volt. 
2001-ben 369 lakosából 329 magyar és 34 szlovák volt.
2011-ben 301 lakosából 270 magyar és 26 szlovák volt.
2021-ben 274 lakosából 215 (+6) magyar, (+1) cigány, 53 (+7) szlovák, 2 (+1) egyéb és 4 ismeretlen nemzetiségű volt.

## Neves személyek
- Itt is kutatott Manga János (1906-1977) magyar folklorista, kutató.
- Itt is kutatott Csáky Károly (1950) tanár, néprajzkutató, helytörténész.
- Itt szolgált Feniczy János (1811-1882) katolikus pap, költő, egyházi író, fordító.
- Itt szolgált Szaiff János (1855-1902) római katolikus plébános.

## Nevezetességei

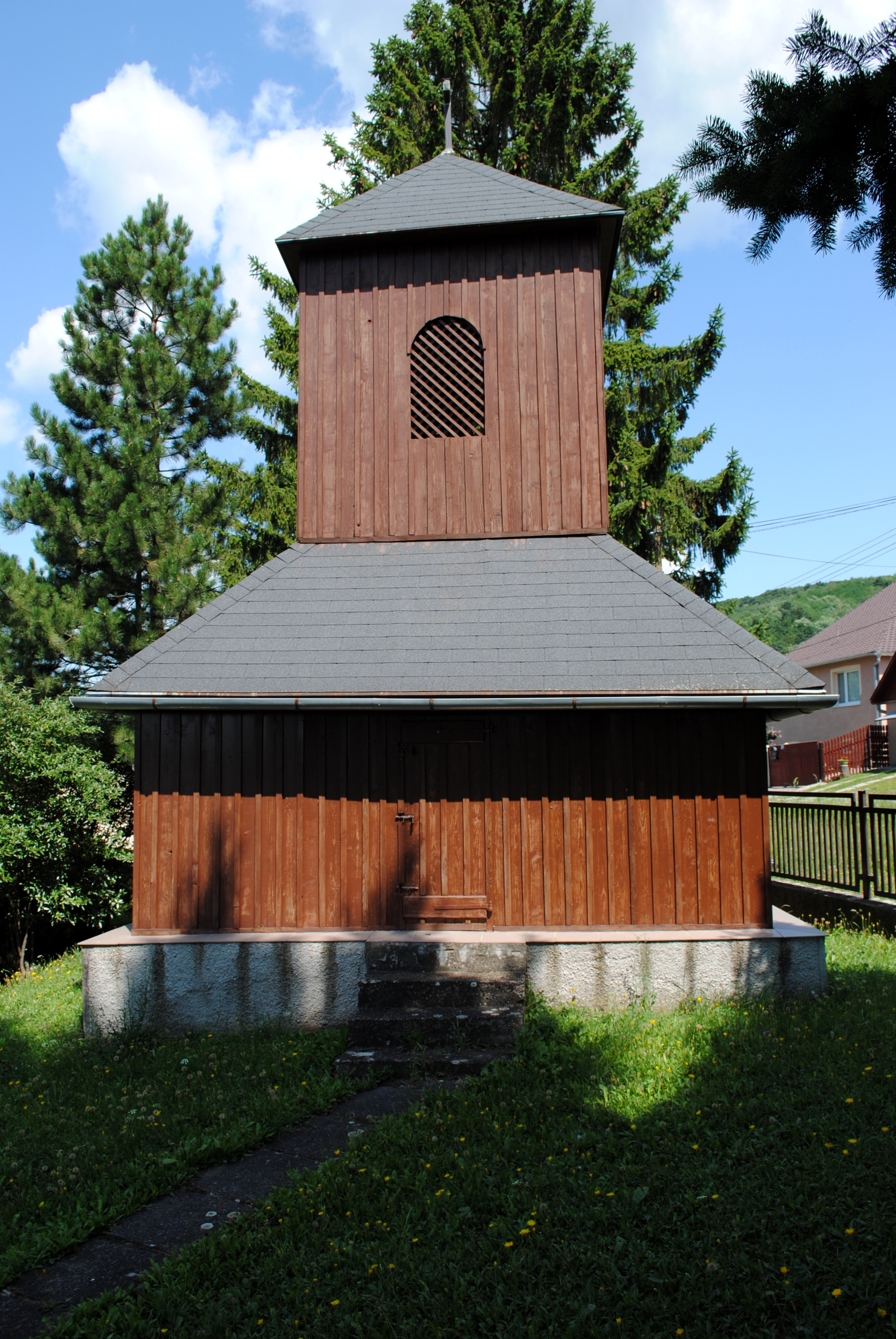
A harangláb
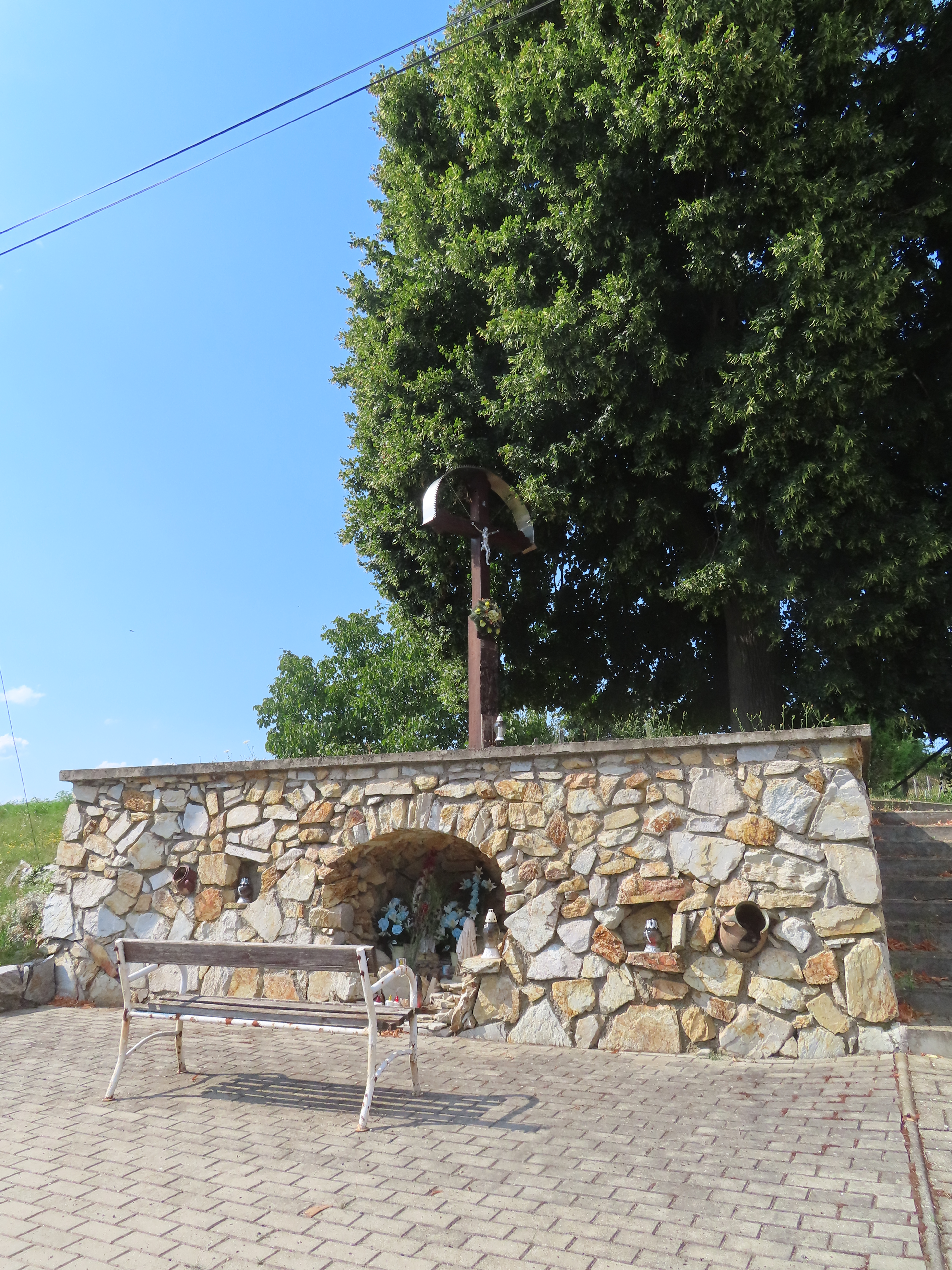

- Római katolikus temploma 1757-ben épült, mellette régi fa harangláb áll.
- A 13. századi templom maradványai a falutól nem messze találhatók.